# Live at River Plate (album)
Live at River Plate – album koncertowy australijskiego zespołu AC/DC. Został nagrany 4 grudnia 2009 roku podczas koncertu w Buenos Aires i wydany 19 listopada 2012. Film z koncertu został wydany na DVD i Blu-Ray rok wcześniej.

## Lista utworów

### Płyta 1
| Nr  | Tytuł utworu                   | Długość |
| --- | ------------------------------ | ------- |
| 1.  | „Rock 'N Roll Train”           | 4:41    |
| 2.  | „Hell Ain't a Bad Place to Be” | 4:27    |
| 3.  | „Back in Black”                | 4:14    |
| 4.  | „Big Jack”                     | 4:07    |
| 5.  | „Dirty Deeds Done Dirt Cheap”  | 4:58    |
| 6.  | „Shot Down in Flames”          | 3:47    |
| 7.  | „Thunderstruck”                | 5:32    |
| 8.  | „Black Ice”                    | 3:43    |
| 9.  | „The Jack”                     | 10:11   |
| 10. | „Hells Bells”                  | 5:37    |
|     |                                | 51:17   |

### Płyta 2
| Nr | Tytuł utworu                              | Długość |
| -- | ----------------------------------------- | ------- |
| 1. | „Shoot to Thrill”                         | 5:55    |
| 2. | „War Machine”                             | 3:39    |
| 3. | „Dog Eat Dog”                             | 5:09    |
| 4. | „You Shook Me All Night Long”             | 4:01    |
| 5. | „T.N.T.”                                  | 3:57    |
| 6. | „Whole Lotta Rosie”                       | 5:57    |
| 7. | „Let There Be Rock”                       | 18:05   |
| 8. | „Highway to Hell”                         | 4:43    |
| 9. | „For Those About to Rock (We Salute You)” | 7:44    |
|    |                                           | 59:10   |

## Certyfikacja
| Państwo   | Wyróżnienie | Sprzedaż |
| --------- | ----------- | -------- |
| Australia | Złota płyta | 35 000   |
| Niemcy    | Złota płyta | 100 000  |